# 226 Weringia
226 Weringia eller A912 CC är en asteroid i huvudbältet som upptäcktes den 19 juli 1882 av den österrikiske astronomen Johann Palisa. Den fick senare namnet efter Währing, den stadsdel i Wien där upptäckten skedde.
Weringias senaste periheliepassage skedde den 11 november 2020. Dess rotationstid har beräknats till 11,15 timmar. Asteroiden har uppmätts till diametern 33,83 kilometer.